# Compton Point
Compton Point är en udde i Kanada.   Den ligger i Regional District of Mount Waddington och provinsen British Columbia, i den sydvästra delen av landet, 3 800 km väster om huvudstaden Ottawa.
Terrängen inåt land är lite kuperad. Trakten runt Compton Point är nära nog obefolkad, med mindre än två invånare per kvadratkilometer.. 